# 史氏角吻鰕虎
史氏角吻鰕虎又名史氏富山鰕虎（学名：Tomiyamichthys  smithi）为鰕虎科富山鰕虎魚屬下的一个种。